# Estación de Panzacola
La Estación Panzacola fue una terminal ferroviaria ubicada en el municipio de Papalotla en el estado mexicano de Tlaxcala. Por ella transitaba el antiguo Ferrocarril Mexicano para la ruta Apizaco-Puebla. Se encuentra protegido por Instituto Nacional de Antropología e Historia (INAH) como patrimonio cultural ferrocarrilero.

## Historia
Constituida como una de las primeras estaciones establecidas en el estado de Tlaxcala, por la concesión número 1, a través de la Ley del 27 de noviembre de 1867.
Estuvo administrada por el antiguo Ferrocarril Mexicano, y empleada por la Compañía del Ferrocarril de la Ciudad de México a Veracruz.